# Гіпокамп (міфологія)
Гіпока́мп (дав.-гр. ἱππόκαμπος від дав.-гр. ἵππος — «кінь» і дав.-гр. κάμπος — «морське чудовисько») — у давньогрецькій міфології морський кінь з риб'ячим хвостом, на якому їздили Тритон та нереїди. Також у Стародавній Греції та Римі четверик гіпокампів, запряжених у колісницю, часто зображували як засіб пересування Посейдона. Крім того, ця міфічна істота вважалася царем риб.
У пізніші епохи гіпокампи були об'єктом образотворчого мистецтва у країнах Центральної Азії, зокрема, в ірано-парфянському регіоні, Бактрії, Туркменістані, Таджикистані, Афганістані. В Європі активне застосування міфологічного образа гіпокампа почалося з доби Відродження, де його використовували у геральдичній символіці: зображення коня із риб'ячим хвостом на гербі вказувало на зв'язок його власника із мореплавством.

## Етимологія
Назва "Гіпокамп" походить від (дав.-гр. ἱπποκάμπη, трансліт. hippokámpē) або (дав.-гр. ἱππόκαμπος, трансліт. hippókampos), складне слово, що включає (дав.-гр. ἵππος, трансліт. híppos), "кінь", і (дав.-гр. κάμπος, трансліт. kámpos), "морське чудовисько"). Таким чином, гіпокамп позначає істоту, яка одночасно є конем і рибою. Ця назва пов’язана з однойменною назвою морського чудовиська кампа. У систематиці латинізована форма цього імені — Hippocampus — стала назвою роду морських коників.

## Міфологія
На монетах, викарбуваних у Тірі приблизно в 4 ст. до н.е., зображено бога-покровителя Мелькарта верхи на крилатому гіпокампі в супроводі дельфінів. На монетах того ж періоду з Біблоса зображено гіпокамп, який пірнає під галеру.
Золотий морський кінь був знайдений у скарбі з королівства Лідія в Малій Азії, що датується 6 ст. до н. е.

### Згадки в давніх текстах

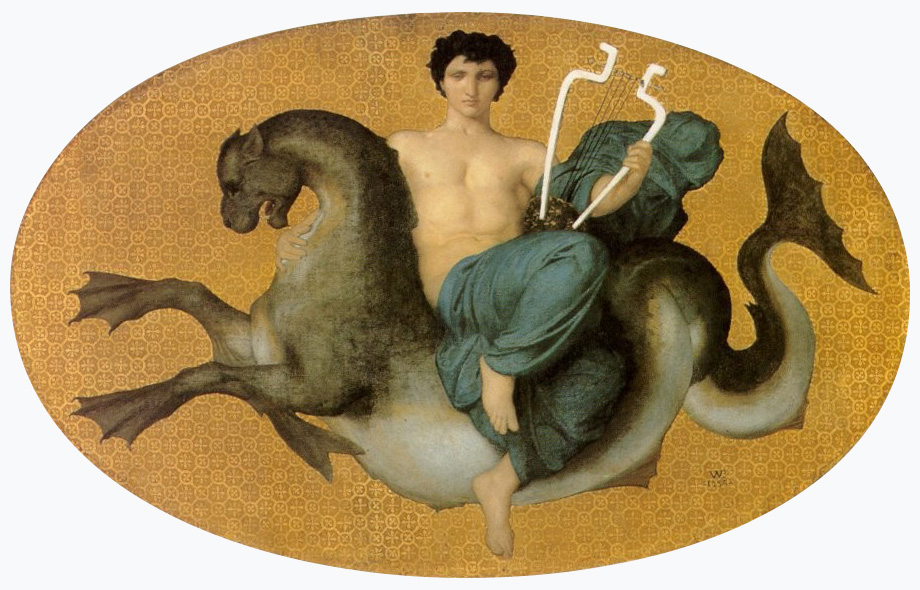
Вільям-Адольф Бугро, Аріон на морському коні, 1855.

Гіпокампи  рідко описуються в основоположних міфологічних текстах. Бог Посейдон панує над конями (Гомер говорить про «Посейдона Гіппіона»), але також і над морем. Тому його коні природно описуються в текстах як морські коні. Гомер говорить про цих коней «з бронзовими копитами», які випливають із моря, тягнучи колісницю Посейдона. Аполлоній Родоський описує у своїй Аргонавтиці тих самих коней, які випливають з моря, щоб скакати по пісках Лівії, але без точно визначеного опису.
В античності вважали, що зоологічний морський коник був першою формою міфологічного гіпокампа.

### Старовинні витвори мистецтва

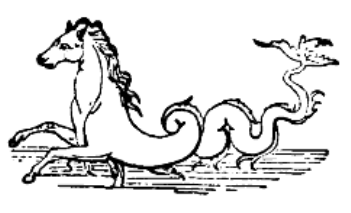
Гіпокамп, намальований на фресці в Помпеї.

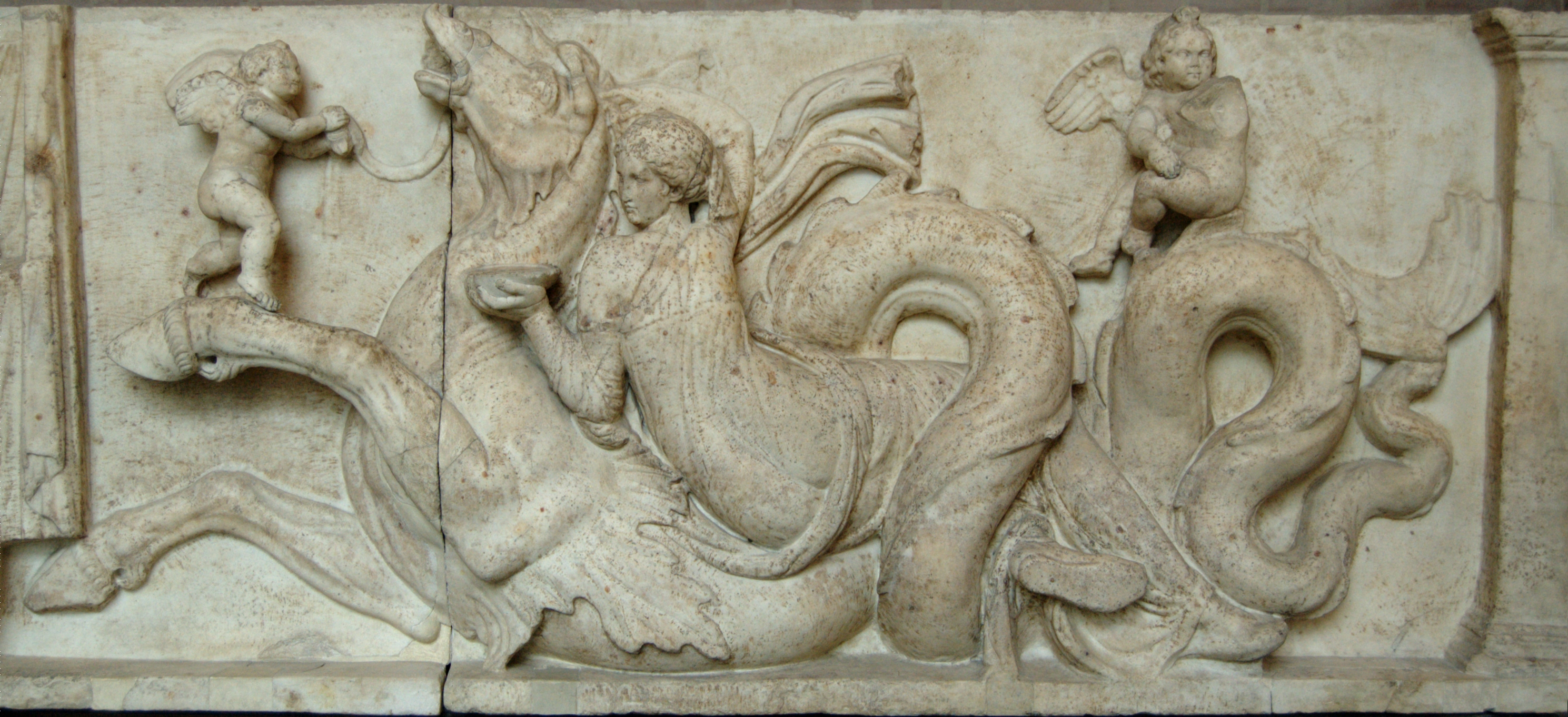
Нереїди на гіпокампі у весільній процесії Посейдона та Амфітрити, основа скульптурної групи, кінець 2 ст. до н.е., Гліптотека Мюнхена (Інв. 239).

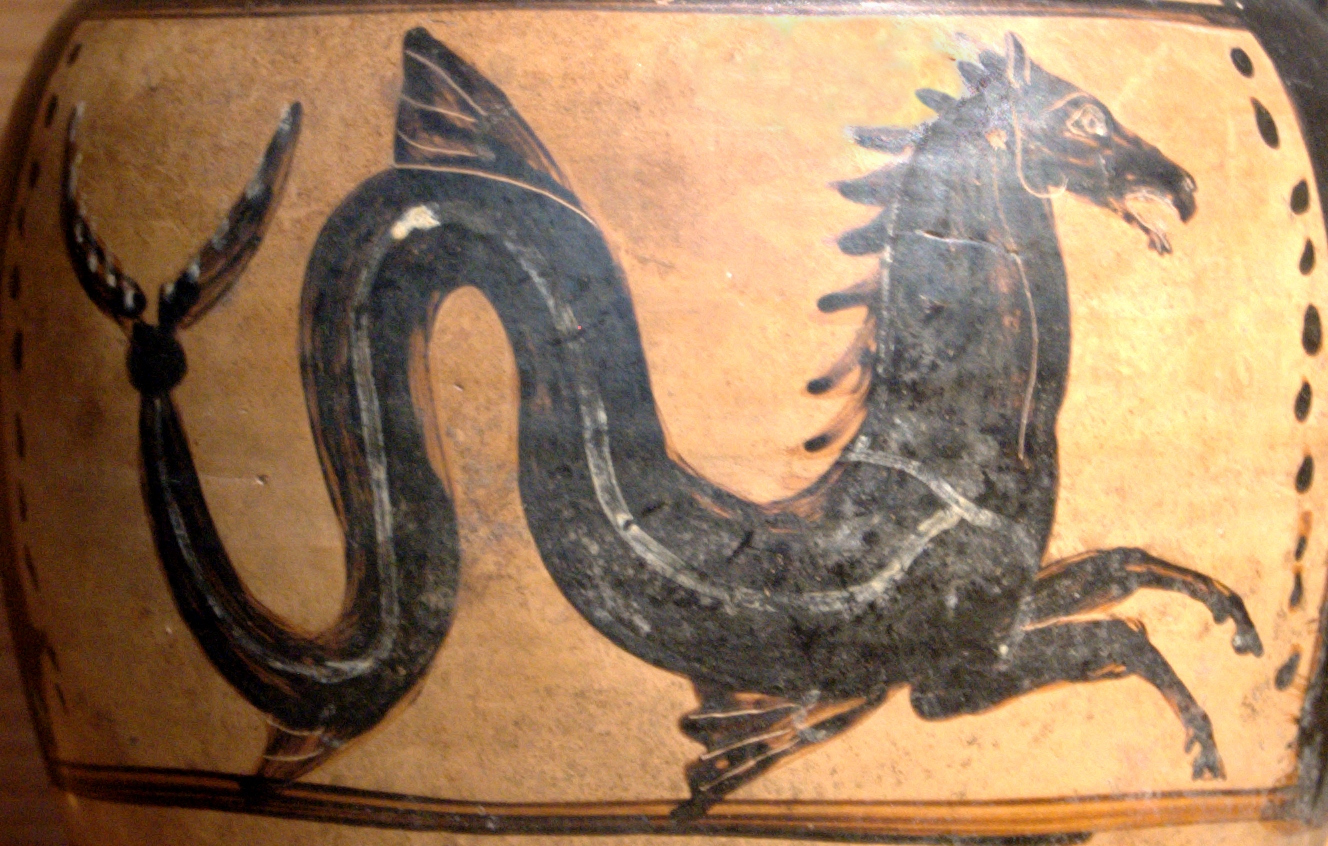
Гіпокамп на чорнофігурній амфорі кінця 6 ст. до н.е., Лувр (CA 1524).

Гіпокампи з’являються в мистецтві на першому етапі орієнталізації етрусської цивілізації. Саме завдяки їх художнім зображенням ми найкраще знаємо цих істот, які називаються «кетос». Під час Стародавньої Греції та частково Римської імперії Посейдон (або його римський еквівалент Нептун) часто зображувався управляючим морською колісницею, запряженої гіпокампами. Ці дві фігури довгий час залишалися нерозлучними, тому що гіпокампи з'являються разом з цим богом як в стародавніх, так і в сучасних уявленнях.
Гіпокампи залишаються частою темою на стінах етруських гробниць, картинах і рельєфах, іноді їх зображують із крилами. Кетрін Шепард бачить зв'язок з етруським віруванням про морську подорож до іншого світу.
Коні Посейдона були включені в складну скульптурну програму з позолоченої бронзи та слонової кістки, доданої римлянами до храму Посейдона в Коринфі. Ймовірно, вони були гіпокампами, Павсаній дуже точно описав багатий ансамбль кінця 2 ст. до н.е, він включав бронзових тритонів, Посейдона, Амфітріти, чотирьох золотих коней, за винятком копит, які були зі слонової кістки, двох інших тритонів поруч із кіньми та Палемона, що стоїть на дельфіні, виготовлений зі слонової кістки та золота статуя Афродіти з нереїдами на кожній стороні.
Страбон згадує храм «Геліке» на прибережній рівнині Ахайя, який був присвячений «Посейдону Геліконію» (Посейдон з Гелікона, священне джерело гори Гелікон) і одного дня, «море піднялося землетрусом і затопило все місто, а також храм Посейдона Геліконія…» Ератосфен сказав, що і він бачив це, і що перевізники сказали, що бронзова статуя Посейдона в протоці стоїть, з гіпокампом у руці.
Гіпокампи пов'язують протягом Античності як з прісними водами, так і з солоними водами. Хоча для сучасної аудиторії це здається суперечливим, цю особливість можна пояснити незнанням кругообігу води за часів Стародавньої Греції. Греки не брали до уваги конденсацію води в атмосфері у вигляді дощу, щоб відновити ґрунтові води, але уявляли, що води моря, як і річки, виходять із землі, з величезних підземних печер.

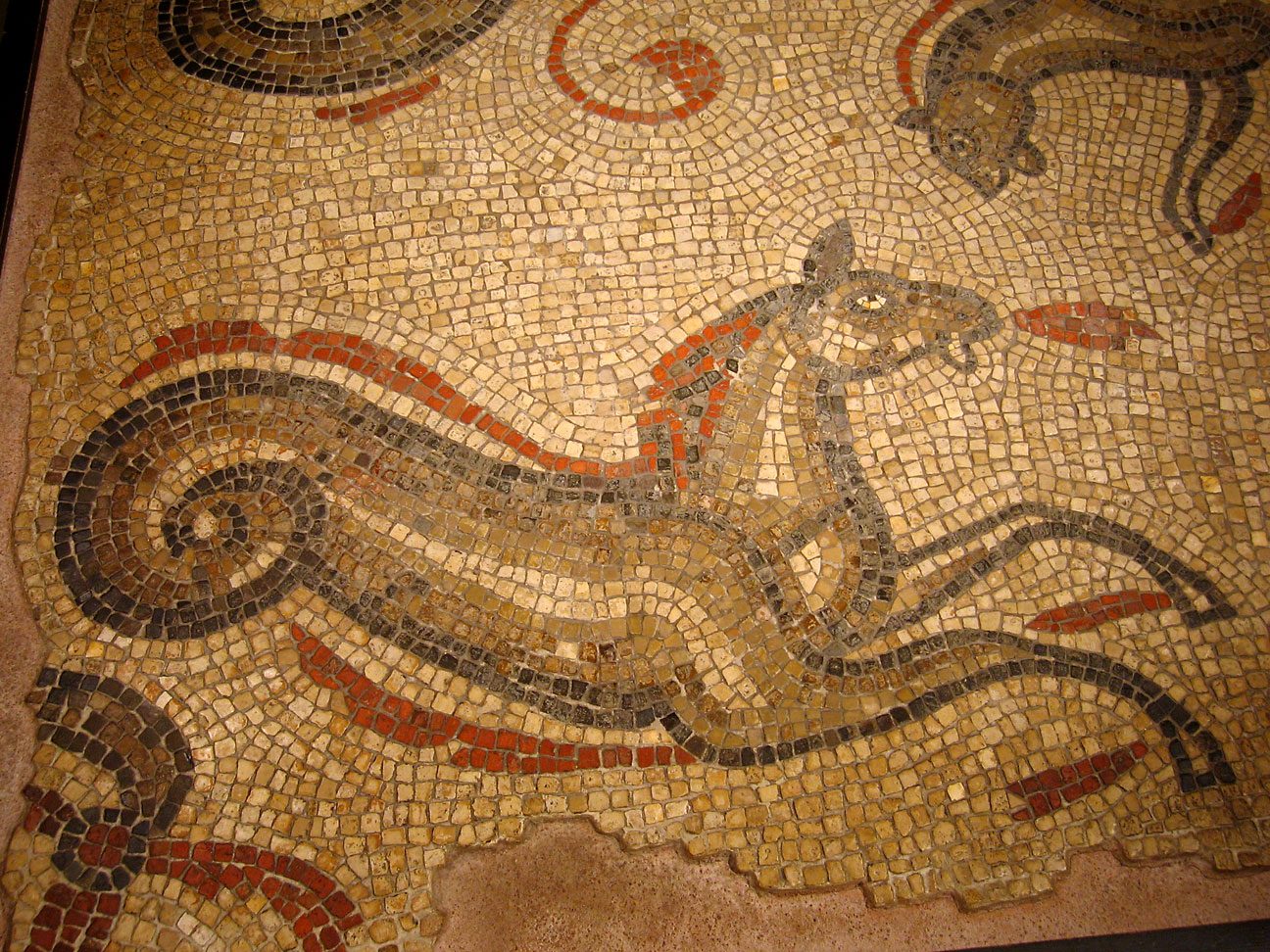
Гіпокамп на римській мозаїці в термальних купальнях.

Гіпокамп був популярною прикрасою для всього, що пов’язано з водою, і ця фігура, природно, була використана римлянами, про що свідчать численні мозаїки термальних купалень із зображенням гіпокампів та інших морських істот, наприклад дельфінів. Колісницю Посейдона могли тягнути два або чотири гіпокампи, інші зображувалися істоти на яких верхи пересувалися другорядні морські божества, такі як тритони і нереїди.
Гіпокамп міг бути досить різноманітним за зовнішнім виглядом, хоча він завжди був наполовину конем і наполовину морським створінням. Передня частина нагадує коня або нечітко нагадує її, включає голову, шию та дві передні ноги тварини. Задня частина риби, змії чи якогось морського чудовиська. Зазвичай вони мають довгий хвіст, вкритий зеленою лускою, і плавники, схожі на риб’ячі.

### Пов'язані міфи
Водяний кінь є постійною темою в багатьох віруваннях. Таким чином, епізод Арабські ночі згадує про першу подорож Сіндбада-Мореплавця, де він зустрів короля Махраджана. Він наказав відвезти найкращих кобилок зі свого королівського племені на узбережжя, куди приходили морські коні, щоб розводити їх і намагатися затягнути з собою у хвилі. Тоді королівські люди відтіснили морських жеребців і повернули вагітних кобил назад до королівської кінної ферми, де через деякий час вони народили «казкових лошат»..

### Піктське каміння
Морський кінь також з’являється на Піктських каменях у Шотландії. Символіка різьблення (також відомого як «Піктський звір» або «Кельпі») невідома. Незважаючи на те, що зображення римського морського коня подібне, але не ідентичне, незрозуміло, чи походить це зображення із зображень, перенесених римлянами, чи воно мало місце у більш ранній піктській міфології.

### Інші морські істоти

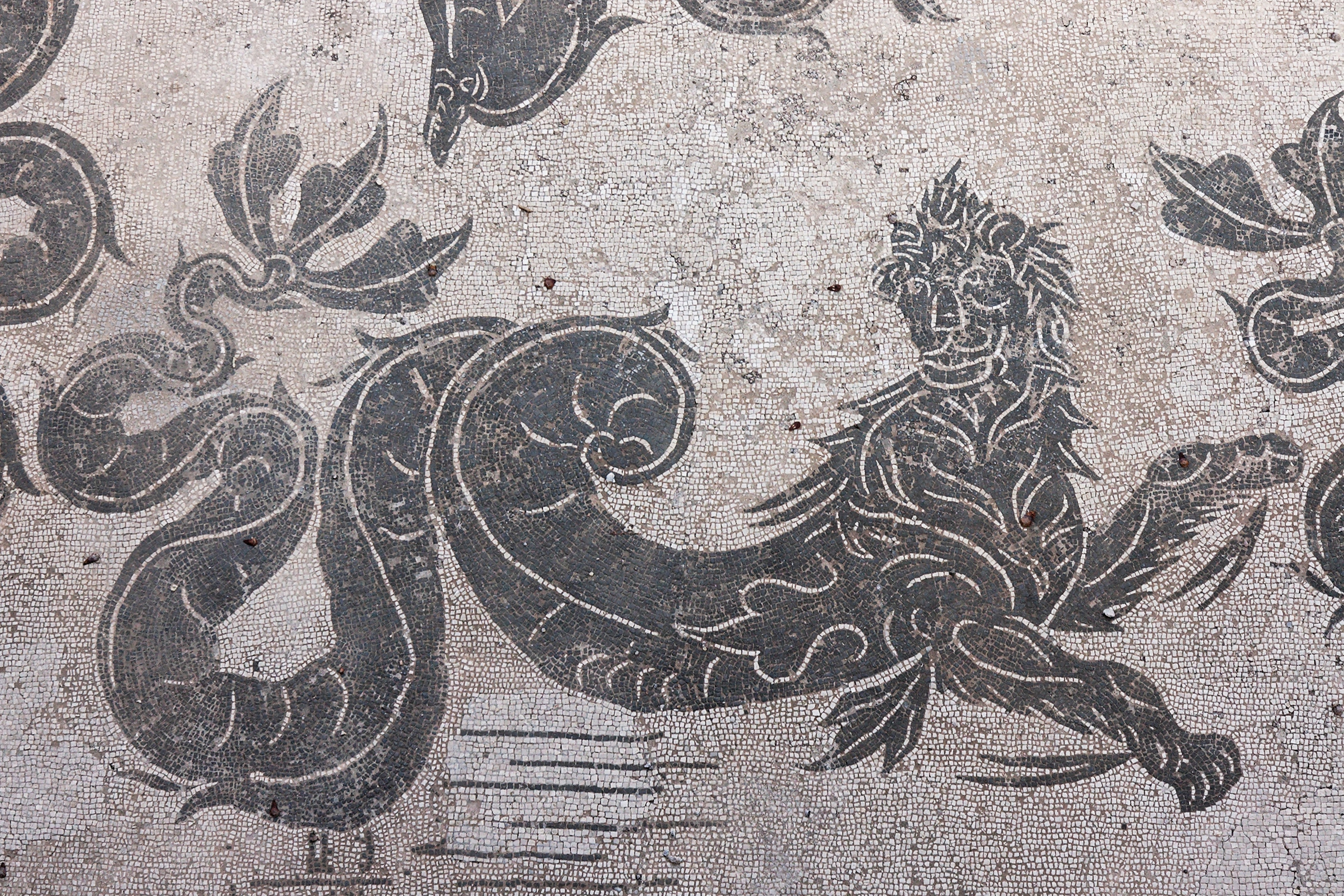
Мозаїка із зображенням лева з риб'ячим хвостом у Термах Нептуна, Остія Антика.

Кінь — не єдиний ссавець, який асоціюється з морською стихією. Іншим тваринам дали риб’ячі хвости, зокрема леву, бику, леопарду і барану. Останній прославився завдяки сузір’ю Козорога. За словами стародавніх, ці істоти мали жити в Індійському океані

## Геральдика

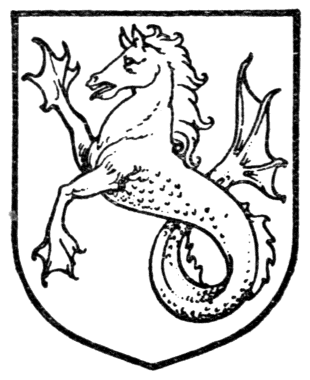
«Морський кінь» у середньовічній геральдиці був легендарною істотою, яка була частково конем і частково рибою, не плутати з пізнішим геральдичним «гіпокампом», який був природним морським коником.

Міфічний гіпокамп використовувався як гербова фігура, особливо з епохи Відродження, найчастіше в гербах людей і місць, пов’язаних з морем. Однак у геральдичному описі терміни «гіпокамп» і «гіпокампус» тепер стосуються реальної тварини під назвою морський коник, а термін «морський кінь» відноситься до міфологічної істоти. Вищевказані гібриди риб зустрічаються рідше. За зовнішнім виглядом геральдичний морський кінь зображений у вигляді голови і шиї коня, хвоста риби і перетинчастих лап, що замінюють передні копита. Його грива може бути гривою коня або її можуть замінити додатковим плавником. Морські коні можуть бути зображені з крилами, а крилаті морські коні з рогом були частиною герба, наданого серу Шону Коннері у 2018 році головою геральдичного управління Шотландії.

### Логотипи

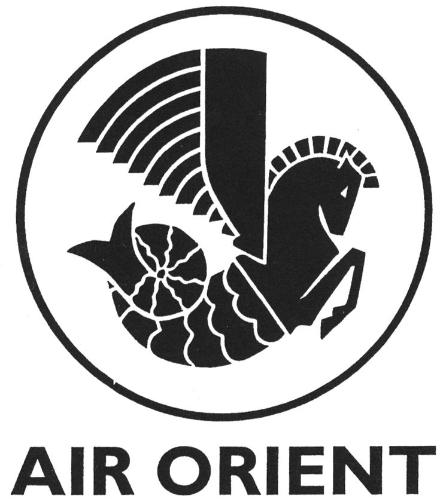
Логотип d'Air Orient.

Крилатий гіпокамп використовувався як символ компанії Air France з моменту її створення в 1933 році (успадкований від попередника Air Orient); сьогодні він з’являється на гондолах двигунів Air France.

Логотип ФК Ньюкасл Юнайтед

На гербі англійського футбольного клубу Ньюкасл Юнайтед зображено два гіпокампи. Вони з’являються ліворуч і праворуч від щита посередині. Громадський центр у Ньюкасл-апон-Тайн також прикрашений гіпокампами на вершині центральної вежі.

## Сучасні згадки

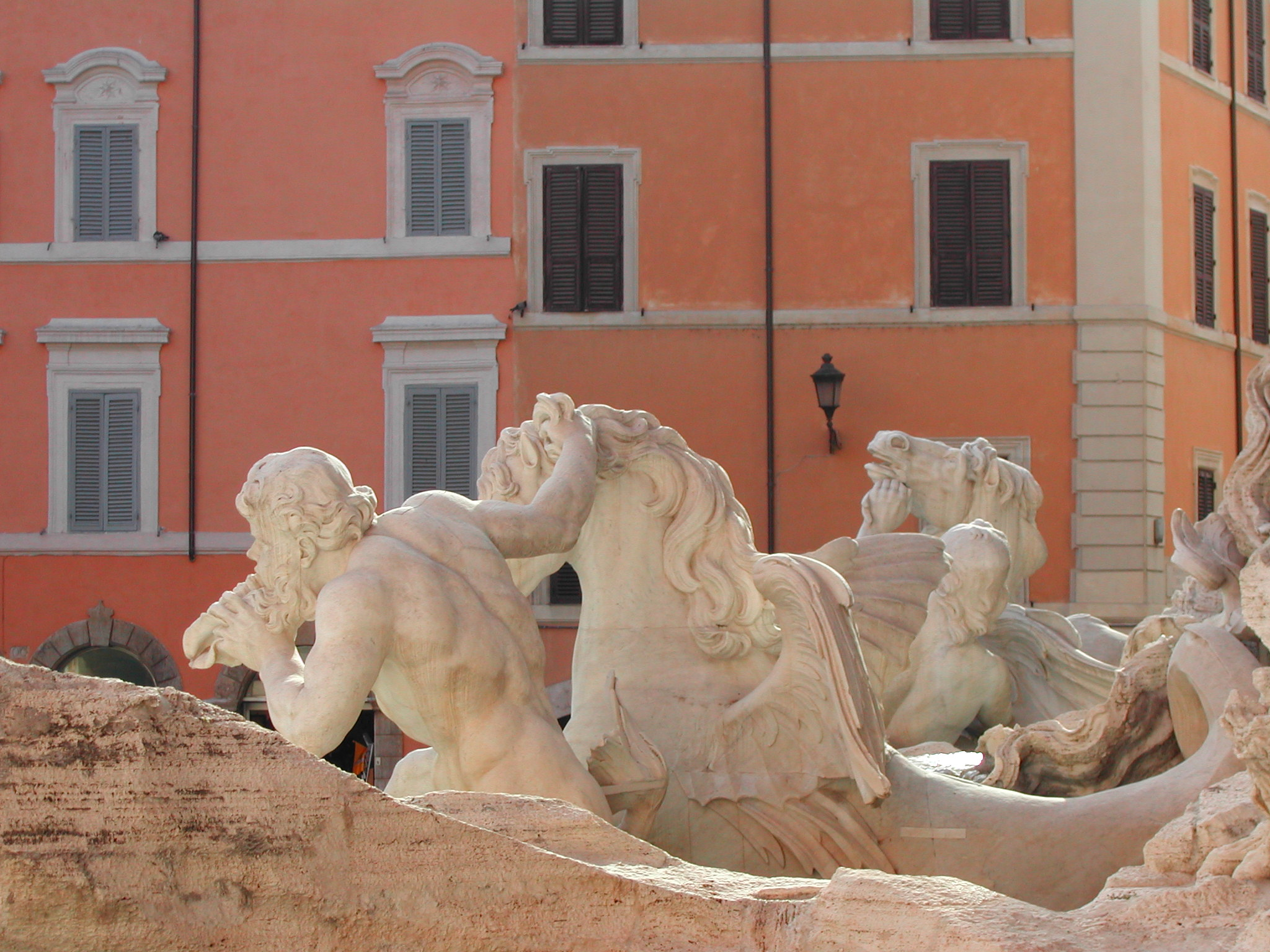
Тритон і крилатий гіпокамп на фонтані Треві в Римі.

Морський коник також є поширеним зображенням у мистецтві епохи Відродження та бароко, наприклад, у фонтані Треві, датованому 1732 роком.
Бронзові гіпокампи з’являються в Дубліні, Ірландія на ліхтарних стовпах поряд із статуєю і на мосту.

### Алегорії
Фігура гіпокампів, що тягнуть колісницю Посейдона, походить від алегорії, яка часто зображена на британських поштових марках, що зображає гіпокампів, що тягнуть колісницю Британію , який тримає тризуб. Ця алегорія символізує британське панування над океанами (раніше вислів "володіти тризубом Нептуна" означав "володіти морями").

### Криптозоологія
Цю міфічну істоту можна порівняти з деякими спостереженнями «великих морських зміїв», де голова описується як схожа на голову коня з гривастою шиєю. На основі 33 із цих спостережень, які здавалися йому достовірними та послідовними, криптозоолог Бернард Гейвельманс описав вид ссавців ластоногих, яких він називає «кінь-морський" і який він хрестив науковою назвою Halshippus olai-magni. Можливо, легенда про гіпокампів походить від таких спостережень.

### Астрономія
Невеликий супутник Нептуна, відкритий у липні 2013 року, був названий на честь міфологічної істоти в лютому 2019 року.

## Гіпокамп в Середній Азії
Образ гіпокампа — коне-змія або коне-дракона типовий у мистецтві Середньої Азії для кушанської епохи. Він зустрічається на хорезмських печатках з Беркут-кала і на стеатитових палетах Афганістану. На стеатитовій палеті, знайденій на півдні Таджикистану, на городищі Яван в кушанском шарі, зображений вершник на гіпокампі, що летить в галоп. Передня частина тіла звіра зображена кінською з гарним знанням анатомічної пластики, а тулуб коня переходить у гнучкий зміїний хвіст, згорнутий подвійною петлею з круто загнутим догори хвостом.